# Helena Josefsson
Helena Marianne Josefsson (ur. 23 marca 1978 roku w Kalmarze) – szwedzka piosenkarka i autorka tekstów.
Karierę muzyczną rozpoczęła w 1996 roku. Członkini zespołu muzycznego Sandy Mouche.

## Dyskografia
Albumy studyjne
| Rok  | Dane dot. albumu | Najwyższe pozycje na listach |
| Rok  | Dane dot. albumu | SWE                          |
| ---- | --- | ---------------------------- |
| 2007 | Dynamo - Wydany: 26 lutego 2007 - Wytwórnia: Elevator Entertainment - Format: CD, digital download                   | 23                           |
| 2011 | Kyss mej - Wydany: 4 lutego 2011 - Wytwórnia: Elevator Entertainment, Capitol Records - Format: CD, digital download | –                            |

Single
| Rok  | Tytuł                            |
| ---- | -------------------------------- |
| 2006 | „By Your Side”                   |
| 2007 | „Never Never (My Dynamo)”        |
| 2007 | „Where Does the Unused Love Go?” |
| 2010 | „Nån annanstans, nån annan gång” |

Z gościnnym udziałem
| Rok                            | Tytuł                                    | Najwyższe pozycje na listach | Najwyższe pozycje na listach | Najwyższe pozycje na listach | Album    |
| Rok                            | Tytuł                                    | SWE                          | FIN                          | GER                          | Album    |
| ------------------------------ | ---------------------------------------- | ---------------------------- | ---------------------------- | ---------------------------- | -------- |
| 2006                           | „Arash” (Arash)                          | 20                           | 8                            | 64                           | Arash    |
| 2010                           | „Broken Angel” (Arash)                   | –                            | –                            | –                            | Superman |
| 2012                           | „My Own Worst Enemy” (Robert Pettersson) | –                            | –                            | –                            | –        |
| 2014                           | „One Day” (Arash)                        | –                            | –                            | –                            | Superman |
| „–” pozycja nie była notowana. |                                          |                              |                              |                              |          |